# Steve MacLean (football)
Pour les articles homonymes, voir Steve MacLean et MacLean.
Steve MacLean est un footballeur écossais né le 23 août 1982 à Édimbourg.

## Carrière joueur
- 2002-2004 : Glasgow Rangers B  Écosse
  - 2003-2004 : Scunthorpe United  Angleterre (prêt)
- 2004-2007 : Sheffield Wednesday  Angleterre
- 2007-jan. 2008 : Cardiff City  Pays de Galles
- jan. 2008-2011 : Plymouth Argyle  Angleterre
  - fév. 2010-2010 : Aberdeen FC  Écosse (prêt)
  - nov. 2010-2011 : Oxford United FC  Angleterre (prêt)
- 2011-2012 : Yeovil Town[1]  Angleterre
  - mars 2012-2012 : Cheltenham Town  Angleterre (prêt)
- 2012-2018 : St Johnstone FC  Écosse
- 2018-2020 : Heart of Midlothian FC  Écosse
  - jan. 2020-avr. 2020 : Raith Rovers FC  Écosse (prêt)

## Palmarès
- Rangers FC
  - Champion d'Écosse en 2003

- St Johnstone FC
  - Vainqueur de la Coupe d'Écosse en 2014

## Carrière entraîneur
- mai 2023-oct. 2023 : St Johnstone FC  Écosse
- depuis mars 2025 : Queen's Park FC  Écosse